# Kristina Mladenovic
Kristina "Kiki" Mladenovic (Saint-Pol-sur-Mer, 14 de Maio de 1993) é uma tenista profissional francesa, de ascendência sérvia que chegou a ser número 1 do mundo em duplas.
Ela é nove vezes campeã de torneios Grand Slam, tendo conquistado os títulos de duplas femininas do Aberto da França em 2016 e 2022 ao lado de Caroline Garcia, e o Australian Open de 2018, Aberto da França de 2019 e 2020 e Australian Open de 2020 com Tímea Babos. Em duplas mistas, Mladenovic venceu o Torneio de Wimbledon de 2013 e o Australian Open de 2014 ao lado de Daniel Nestor, e o Australian Open de 2022 com Ivan Dodig. Ela também alcançou mais seis finais de Grand Slam em duplas femininas e mistas. Mladenovic se tornou a número 1 do mundo em duplas pela primeira vez em junho de 2019 e ocupou o topo da classificação por um total de 12 semanas. Ela ganhou 28 títulos de duplas no WTA Tour, incluindo os WTA Finals de 2018 e 2019 e quatro no nível WTA 1000.
Mladenovic também obteve sucesso em simples e alcançou sua posição mais alta na classificação mundial em 10º lugar em outubro de 2017. Ela ganhou um título de simples WTA, o Troféu de São Petersburgo de 2017, e foi vice-campeã em sete ocasiões. Seu melhor resultado no Grand Slam foi chegar às quartas de final no US Open de 2015 e no Aberto da França de 2017.
Mladenovic representa a França na Copa Billie Jean King desde 2012 e fez parte da equipe que venceu a competição em 2019. Ela também competiu nos Jogos Olímpicos em três ocasiões.

## Vida pessoal
Kristina Mladenovic nasceu em Saint-Pol-sur-Mer, no departamento Nord da França. Seu pai é Dragan Mladenović, um ex-jogador de handebol iugoslavo de origem sérvia do Kosovo, e sua mãe, Dženita Helić, é uma ex-jogadora de vôlei sérvia de origem bósnia. Eles se mudaram para a França em 1992, quando Dragan foi contratado pelo Dunkerque HGL. Todos se tornaram cidadãos franceses. Mladenovic tem um irmão chamado Luka. Ela namorou o tenista austríaco Dominic Thiem de meados de 2017 até o casal se separar em novembro de 2019.

## Carreira júnior
Mladenovic começou a jogar como júnior em maio de 2006. Em 2007, ela se tornou campeã europeia de simples sub-14. Sua maior conquista júnior foi na chave de simples feminina do Aberto da França de 2009, onde derrotou Daria Gavrilova da Rússia em dois sets na final. Sua classificação júnior mais alta foi a número 1, em 8 de junho de 2009. Ela avançou para as finais femininas de simples e duplas no Campeonato de Wimbledon de 2009, perdendo para Noppawan Lertcheewakarn nas simples em jogo de três sets. Nas duplas, com a parceira Silvia Njirić, perdeu também para Lertcheewakarn, que fez parceria com Sally Peers.
Mladenovic começou a jogar no Circuito Feminino da ITF em setembro de 2007. No WTA Tour, ela tentou se classificar para o Open Gaz de France, mas perdeu sua primeira partida para Petra Kvitová.

## Carreira profissional

### 2009–2011
Mladenovic tornou-se profissional em 2009, fazendo sua estreia no Grand Slam no Australian Open daquele ano, para o qual recebeu um "wild card", mas foi derrotada pela "cabeça de chave" número 14, Patty Schnyder em jogo de três sets. Em julho, ela se classificou para o Aberto de Praga, mas perdeu na primeira rodada para Zarina Diyas, do Cazaquistão.
Em 2010, no Internationaux de Strasbourg, Mladenovic venceu sua primeira partida no WTA Tour, recuperando-se de 2–5 no set final para vencer o "tiebreak" contra Stefanie Vögele. Outros destaques foram: uma semifinal de simples em um torneio de US$ 25k em Bangalore e uma final de duplas em um torneio de US$ 100k em Cagnes-sur-Mer.
Mladenovic jogou pela França na Copa Hopman de 2011, em parceria com Nicolas Mahut. A França foi sorteada no mesmo grupo dos Estados Unidos, Grã-Bretanha e Itália. Mladenovic venceu Francesca Schiavone e Laura Robson e perdeu para Bethanie Mattek-Sands nas partidas de simples. Nas duplas mistas, ela e Mahut venceram uma de suas três partidas.
Ainda em 2011, ela ganhou seu primeiro título sênior em um torneio de US$ 25 mil em Sutton, derrotando Mona Barthel. Isto foi seguido por uma vitória em Estocolmo na semana seguinte, derrotando Arantxa Rus na final.

### 2022: Título do Australian Open e quarto título do Aberto da França
Mladenovic, ao lado de Ivan Dodig, venceu o evento de duplas mistas no Australian Open. Foi seu segundo título de duplas mistas neste torneio Major, tendo sido coroada campeã em 2014 com Daniel Nestor, e seu oitavo título de Grand Slam no geral.
No Aberto da França, Mladenovic chegou à final como dupla "wild card" com a compatriota Caroline Garcia, e conquistou seu quarto título do Aberto da França derrotando Jessica Pegula e Coco Gauff. Ela se juntou a Kateřina Siniaková no Jasmin Open para ganhar seu 28º título de duplas em outubro.

### 2023: Wild card no Aberto da França, fora das Top 250 em simples
Os destaques do ano não foram muitos. Nas chaves de simples, Mladenovic chegou à final de um torneio de US$ 40k no Porto, uma semifinal de um torneio de US$ 80k em Brasília e uma final de um torneio de US$ 60k em Trnava Nas chaves de duplas, Mladenovic chegou ao título em dois torneios: um de US$ 40k em Haia, e outro de US$ 100k em Shenzhen. Ela recebeu um "wild card" para a chave principal de simples no Aberto da França.

### 2024
Mladenovic iniciou a temporada no Adelaide International. Na qualificatória de simples, ela perdeu na primeira rodada para Ana Bogdan em sets diretos. Já na chave de duplas, na costumeira  parderia com Caroline Garcia, chegaram á final, a qual perderam para a dupla cabeça de chave No 3 Beatriz Haddad Maia / Taylor Townsend em sets diretos.
Depois de participar de alguns torneios em quadras duras da ITF na Europa, Mladenovic iniciou a temporada em quadras de saibro no Open Internacional Femení Solgironès no qual chegou à segunda rodada. Seu torneio seguinte foi o Oeiras Open, no qual chegou à semifinal que perdeu em jogo de três sets. Participou de um torneio da ITF de US$ 100k, dois torneios WTA 125 e um WTA 250 sem destaque. Como "wild card" no Aberto da França, perdeu na primeira rodada para Petra Martić, em sets diretos.

## Finais

### No Grand Slam

#### Duplas: 8 (4 títulos, 4 vices)
| Posição | Ano  | Campeonato               | Piso   | Parceira        | Oponentes                            | Placar          |
| ------- | ---- | ------------------------ | ------ | --------------- | ------------------------------------ | --------------- |
| Venceu  | 2022 | Torneio de Roland Garros | saibro | Caroline Garcia | Coco Gauff Jessica Pegula            | 2–6, 6–3, 6–2   |
| Venceu  | 2019 | Torneio de Roland Garros | saibro | Tímea Babos     | Duan Yingying Zheng Saisai           | 6–2, 6–3        |
| Perdeu  | 2019 | Australian Open          | duro   | Tímea Babos     | Samantha Stosur Zhang Shuai          | 3–6, 4–6        |
| Perdeu  | 2018 | US Open                  | duro   | Tímea Babos     | Ashleigh Barty Coco Vandeweghe       | 6–3, 26–7, 66–7 |
| Venceu  | 2018 | Australian Open          | duro   | Tímea Babos     | Ekaterina Makarova Elena Vesnina     | 6–4, 6–3        |
| Perdeu  | 2016 | US Open                  | duro   | Caroline Garcia | Bethanie Mattek-Sands Lucie Šafářová | 6–2, 56–7, 4–6  |
| Venceu  | 2016 | Torneio de Roland Garros | saibro | Caroline Garcia | Ekaterina Makarova Elena Vesnina     | 6–3, 2–6, 6–4   |
| Perdeu  | 2014 | Torneio de Wimbledon     | grama  | Tímea Babos     | Sara Errani Roberta Vinci            | 1–6, 3–6        |

#### Duplas Mistas: 4 (2 títulos, 2 vices)
| Posição | Ano  | Campeonato               | Piso   | Parceiro      | Oponentes                       | Placar           |
| ------- | ---- | ------------------------ | ------ | ------------- | ------------------------------- | ---------------- |
| Perdeu  | 2015 | Australian Open          | duro   | Daniel Nestor | Martina Hingis Leander Paes     | 4–6, 3–6         |
| Venceu  | 2014 | Australian Open          | duro   | Daniel Nestor | Sania Mirza Horia Tecău         | 6–3, 6–2         |
| Venceu  | 2013 | Torneio de Wimbledon     | grama  | Daniel Nestor | Bruno Soares Lisa Raymond       | 5–7, 6–2, 8–6    |
| Perdeu  | 2013 | Torneio de Roland Garros | saibro | Daniel Nestor | Lucie Hradecká František Čermák | 6–1, 4–6, [6–10] |

### Em Premier Mandatory e Premier 5

#### Duplas: 3 (2 títulos, 1 vice)
| Posição | Ano  | Campeonato                 | Piso | Parceira             | Oponentes                             | Placar           |
| ------- | ---- | -------------------------- | ---- | -------------------- | ------------------------------------- | ---------------- |
| Venceu  | 2015 | Dubai Tennis Championships | duro | Tímea Babos          | Garbiñe Muguruza Carla Suárez Navarro | 6–3, 6–2         |
| Perdeu  | 2014 | Cincinnati Masters         | duro | Tímea Babos          | Raquel Kops-Jones Abigail Spears      | 1-6, 0-2, ab.    |
| Venceu  | 2012 | Canadian Open              | duro | Klaudia Jans-Ignacik | Nadia Petrova Katarina Srebotnik      | 7–5, 2–6, [10–7] |

## Finais WTA

### Simples: 8 (1 título, 7 vices)
| Status | V–D | Data           | Torneio                              | País/cidade      | Piso             | Oponente           | Resultado      |
| ------ | --- | -------------- | ------------------------------------ | ---------------- | ---------------- | ------------------ | -------------- |
| perdeu | 1–7 | fevereiro/2018 | St. Petersburg Ladies Trophy         | São Petersburgo  | duro (coberto)   | Petra Kvitová      | 1–6, 2–6       |
| perdeu | 1–6 | maio/2017      | Mutua Madrid Open                    | Madri            | saibro           | Simona Halep       | 5–7, 7–65, 2–6 |
| perdeu | 1–5 | abril/2017     | Porsche Tennis Grand Prix            | Stuttgart        | saibro (coberto) | Laura Siegemund    | 1–6, 6–2, 56–7 |
| perdeu | 1–4 | março/2017     | Abierto Mexicano Telcel              | Acapulco         | duro             | Lesia Tsurenko     | 1–6, 5–7       |
| venceu | 1–3 | fevereiro/2017 | St. Petersburg Ladies Trophy         | São Petersburgo  | duro (coberto)   | Yulia Putintseva   | 6–2, 36–7, 6–4 |
| perdeu | 0–3 | outubro/2016   | Prudential Hong Kong Tennis Open     | Hong Kong        | duro             | Caroline Wozniacki | 1–6, 7–64, 2–6 |
| perdeu | 0–2 | junho/2016     | Ricoh Open Grass Court Championships | 's-Hertogenbosch | grama            | Coco Vandeweghe    | 5–7, 5–7       |
| perdeu | 0–1 | maio/2015      | Internationaux de Strasbourg         | Estrasburgo      | saibro           | Samantha Stosur    | 6–3, 2–6, 3–6  |

## WTA Challenger

### Simples: 2 (1-1)
| Posição | N. | Data            | Torneio                                   | Piso           | Oponente        | Placar    |
| Perdeu  | 2. | 9 Novembro 2014 | Open GDF Suez de Limoges, Limoges, França | duro (coberto) | Tereza Smitková | 46–7, 5–7 |
| Venceu  | 1. | 4 Novembro 2012 | Taipei WTA Ladies Open, Taiwan            | duro           | Chang Kai-chen  | 6–4, 6–3  |

### Duplas: 3 (2 títulos, 1 vice)
| Posição | N.  | Data     | Torneio                 | Piso           | Oponente            | Placar                             |                  |
| Venceu  | 1–0 | Nov 2012 | WTA 125 Taipei, Taiwan  | Carpete (i)    | Chan Hao-ching      | Chang Kai-chen Olga Govortsova     | 5–7, 6–2, [10–8] |
| Derrota | 1–1 | Nov 2014 | WTA 125 Limoges, França | Duro (coberto) | Tímea Babos         | Kateřina Siniaková Renata Voráčová | 6–2, 2–6, [5–10] |
| Vitória | 2–1 | Mai 2022 | WTA 125 Paris, França   | Saibro         | Beatriz Haddad Maia | Oksana Kalashnikova Miyu Kato      | 5–7, 6–4, [10–4] |